# Rosemary Clooney
Rosemary Clooney (Maysville, 23 maggio 1928 – Beverly Hills, 29 giugno 2002) è stata un'attrice e cantante statunitense.
Era la zia dell'attore George Clooney e sorella del giornalista e conduttore televisivo Nick Clooney, oltre che madre dell'attore Miguel Ferrer.

## Biografia
Nacque a Maysville (Kentucky), da Andrew Joseph Clooney e Frances Marie Guilfoyle, entrambi cattolici, di origini irlandesi. Il padre era alcolista, e Rosemary e i fratelli spesso trascorrevano dei periodi con i parenti. Quando Rosemary ebbe 15 anni, sua madre e suo fratello Nick partirono per la California, mentre lei e sua sorella Betty rimasero col padre. Rosemary, la sorella Betty e il fratello Nick, divennero tutti famosi personaggi dello spettacolo. Due suoi figli Miguel e Rafael, e anche il nipote, George Clooney (figlio di Nick), sono celebri attori.

### La radio
Nel 1945 le sorelle Clooney vennero scritturate per il ruolo di cantanti in uno spot in una stazione radio di Cincinnati. La sua prima registrazione risale al maggio 1946, per la Columbia Records come cantante della band di Tony Pastor, con il quale lavorò fino al 1949. Nel maggio dello stesso anno incise la prima registrazione con la band e a luglio, sempre per la Columbia, incise la prima registrazione da solista. Nel 1951 la sua registrazione di Come On-a My House diventò una hit, la prima a scalare le classifiche; la Clooney non approvava la canzone, ma la Columbia le impose di registrare il pezzo, facendo leva sugli obblighi contrattuali.

### Il cinema
Nel 1954 ottenne il suo primo ruolo cinematografico di rilievo nella commedia Bianco Natale, accanto a Bing Crosby, Danny Kaye, e Vera-Ellen. Negli anni successivi lavorò ancora accanto a Crosby in The Edsel Show (1957), intraprendendo con lui una tournée in Irlanda. Nel 1956 apparve nel varietà musicale The Rosemary Clooney Show, ospitando nel suo spettacolo le esibizioni degli "Hi-Lo's" e di Nelson Riddle con la sua orchestra. Negli anni seguenti lo spettacolo si spostò in prima serata, con il titolo di The Lux Show Starring Rosemary Clooney, ma fu trasmesso per una sola stagione. Il nuovo show vide la partecipazione del gruppo Modernaires e di Frank De Vol con la sua orchestra.
Nel 1958 la Clooney lasciò la Columbia e registrò diversi pezzi per la MGM Records e per la Coral Records, dopodiché alla fine dell'anno firmò per la RCA Victor Records, con cui rimarrà fino al 1963. Nel 1964 passò alla Reprise Records, nel 1965 alla Dot Records, e nel 1966 alla United Artists Records. Nel 1977 registrò un album per la Concord Records, casa discografica a cui rimarrà legata fino alla morte.
Tra la fine degli anni settanta e l'inizio degli anni ottanta, pubblicizzò gli asciugamani Coronet; durante lo spot cantò un jingle che rimarrà famoso, Extra value is what you get, when you buy Coro-net. Nel 1986 cantò in duetto con Wild Man Fischer ne It's a Hard Business. Nel 1996 registrò un album di canzoni natalizie, contenente sei brani di breve durata. Nel 1994 apparve come guest star in E.R. - Medici in prima linea, ruolo per cui ottenne una candidatura all'Emmy, e partecipò alla commedia Benvenuti a Radioland. Nel 2002 fu premiata con il Grammy Lifetime Achievement Award.

### Vita privata
Il 6 giugno 1968 la Clooney era presente all'Hotel Ambassador di Los Angeles, quando avvenne l'attentato in cui rimase ferito mortalmente il suo caro amico Robert Kennedy. Un chiaro riferimento alla Clooney e al suo stato psicologico già precario ai tempi dell'attentato, è presente nel personaggio di Virginia Fallon, interpretato da Demi Moore, nel film di Emilio Estevez Bobby. L'evento le causò un grave trauma, che la segnò per il resto della vita, tanto da indurla a ricorrere all'uso di sostanze stupefacenti. Tutto ciò si aggiunse al disturbo bipolare di cui già soffriva, conducendola ad un crollo nervoso durante uno show a Reno (Nevada), circa un mese dopo il tragico evento. Ricoverata subito dopo l'episodio, dedicherà i successivi otto anni della sua vita alla terapia psicanalitica.
Si sposò tre volte, due con l'attore e regista José Ferrer, dal 1953 al 1961, e di nuovo dal 1964 al 1967. La coppia ebbe cinque figli, Miguel Ferrer, nato nel 1955, Maria, nata nel 1956, Gabriel Ferrer, nato nel 1957 (che sposò Debby Boone), Monsita, nata nel 1958, e Rafael Ferrer, nato nel 1960. Nel 1997 si risposò con l'attore e ballerino Dante Di Paolo. Nel 1980 acquistò una casa al 106 di Riverside Drive ad Augusta, nel Kentucky, vicino al suo paese natale Maysville, che oggi ospita una collezione di abiti e oggetti da lei indossati durante le sue esibizioni.
Fumatrice di lunga data, la Clooney scoprì di avere il cancro nel 2001 e, nonostante un'operazione chirurgica, morì sei mesi dopo a Beverly Hills. Al funerale presenziarono molte star tra cui Al Pacino. È sepolta al Saint Patricks Cemetery, Maysville, Contea di Mason, nel Kentucky. Suo nipote George Clooney, ospite del Tonight Show il 2 gennaio 2007, tra le altre cose parlò di come Rosemary Clooney avesse protetto sia lui sia Jay Leno all'inizio delle loro carriere.

## Canzoni famose
- Botch-a-Me 1952 - seconda posizione negli Stati Uniti
- Come On-a My House 1951 - prima posizione nella Billboard Hot 100 negli Stati Uniti per sei settimane
- Count Your Blessings (Instead of Sheep)
- From This Moment On
- Half as Much 1952 - prima posizione negli Stati Uniti e terza nel Regno Unito
- Hey There 1954 - prima posizione negli Stati Uniti per sei settimane, quarta nel Regno Unito e Grammy Hall of Fame Award 1999
- Mambo Italiano
- Blue Skies
- You're Just in Love (duetto con Guy Mitchell)
- Oh What a Beautiful Mornin'
- Sophisticated Lady dall'album Blue Rose con Duke Ellington del 1956
- It Don't Mean a Thing (If It Ain't Got That Swing) - dall'album Blue Rose con Duke Ellington del 1956
- Sisters (dal film Bianco Natale)
- It Don't Mean A Thing (If It Ain't Got That Swing)
- In the Cool, Cool, Cool of the Evening
- Tenderly
- Mangos
- Memories of You 1956 con Benny Goodman
- This Ole House con Thurl Ravenscroft 1954 - prima posizione negli Stati Uniti e nel Regno Unito
- You'll Never Know
- Sway
- Mack the Knife
- Suzy Snowflake

## Filmografia

### Cinema
- Tony Pastor and His Orchestra, regia di Will Cowan (1947) - cortometraggio
- Il cammino delle stelle (The Stars Are Singing), regia di Norman Taurog (1953)
- Arrivano le ragazze! (Here Come the Girls), regia di Claude Binyon (1953)
- Giarrettiere rosse (Red Garters), regia di George Marshall (1954)
- Bianco Natale (White Christmas), regia di Michael Curtiz (1954)
- Così parla il cuore (Deep in My Heart), regia di Stanley Donen (1954)
- Benvenuti a Radioland (Radioland Murders), regia di Mel Smith (1994)
- Marlene Dietrich: Her Own Song (2001)

### Televisione
- The Dick Powell Show – serie TV, episodio 2x16 (1963)